# Benins fodboldlandshold
Benins fodboldlandshold, med kælenavnet Les Écureuils, er det nationale fodboldlandshold i Benin, kontrolleret af Fédération Béninoise de Football, stiftet i 1962 og i samme blev de medlem af FIFA. Holdet har aldrig kvalificeret sig til VM, men har tre gange deltaget i Africa Cup of Nations.

## Historie
Landsholdet spillede sin første kamp mod Nigeria d. 8. november 1959, dengang var landet kendt under navnet Dahomey. Kampen blev vundet med 1-0 til Nigeria.
Til Africa Cup of Nations spillede Benin uafgjort med Mozambique og tabte mod Egypten og Nigeria. Det blev for meget for fodboldforbundet, som besluttede at fyre alle spillere og truppens medarbejderstab.

## Profiler
- Razak Omotoyossi, Al-Zamalek
- Stéphane Sessègnon, Sunderland